# تری‌فسفان
تری‌فسفان (به انگلیسی: Triphosphane) با فرمول شیمیایی P
۳H
۵ یک ترکیب شیمیایی با شناسه پاب‌کم ۱۳۹۵۱۰ است. که جرم مولی آن ۹۷٫۹۶۰۹۹ g/mol می‌باشد. 